# Karim Kamolov
Karim Dzhamalovich Kamalov, également orthographié Karim Djamalovich Kamalov, né en 1954 et mort le 22 août 2020), est un homme politique ouzbek.

## Biographie
Il a été le maire de Boukhara de 1997 à 2011 et de nouveau d’août 2017 à février 2020.
Le 29 février 2020, Kamalov a été nommé Khokim par intérim de la région de Boukhara, un poste de gouverneur qu’il a occupé jusqu’à sa mort le 22 août 2020. Le Khokim est l’équivalent d’un gouverneur régional en Ouzbékistan.
Kamalov a également été député à la Chambre législative de l’Ouzbékistan de 1999 à 2004, représentant le 49e district, basé dans la ville de Boukhara.
Le gouverneur Kamalov a reçu un diagnostic de COVID-19 le 25 juillet 2020. Il meurt de complications liées au Covid-19, à l’hôpital AKFA Medline de Tachkent, en Ouzbékistan, le 22 août 2020, à l’âge de 66 ans.